# Nilea erebiae
Nilea erebiae är en tvåvingeart som först beskrevs av Louis-Paul Mesnil 1963.  Nilea erebiae ingår i släktet Nilea och familjen parasitflugor. Inga underarter finns listade i Catalogue of Life.